# Vladimir Jurko Glaser
Vladimir Jurko Glaser (* 21. April 1924 in Gorizia; † 22. Januar 1984 in Genf) war ein jugoslawischer theoretischer Physiker.

## Leben und Werk
Er studierte in Zagreb und wurde dort 1953 mit einer Dissertation promoviert, die er in der Gruppe von Werner Heisenberg in Göttingen angefertigt hatte. Er war dort Teil der Gruppe um Harry Lehmann, Kurt Symanzik, Wolfhart Zimmermann, die den LSZ-Formalismus entwickelte. Glaser leitete ab 1955 die Abteilung theoretische Physik am Rudjer Boskovic Institut in Zagreb. Ab 1957 war er in der Theorie-Abteilung am CERN. Er war dort der führende mathematische Physiker.
Er veröffentlichte 1955 eine frühe Monographie in Quantenelektrodynamik (in Kroatisch), eines der ersten Bücher über moderne Quantenelektrodynamik überhaupt. Er befasste sich mit mathematischer Quantenfeldtheorie und ab Anfang der 1960er Jahre mit analytischer Fortsetzung von S-Matrix-Elementen in der Quantenfeldtheorie wie der Ableitung von Dispersionsrelationen für die Behandlung hochenergetischer Nukleonstreuung. Dabei arbeitete er mit französischen Physikern wie Henri Epstein (später am IHES) und Jacques Bros zusammen, die er bei einer Vorlesung in Paris 1961 kennenlernte.
Er befasste sich auch mathematisch mit der Schrödingergleichung und dem Thirring-Modell in der Quantenfeldtheorie. Zuletzt befasste er sich mit Spingläsern.
Er entwickelte mit Henri Epstein 1973 eine neue mathematische Behandlung der Störungstheorie in der Quantenfeldtheorie (kausale Störungstheorie). Sie erkannten, dass die Ursachen für die Divergenzen in der Störungsreihe relativistischer Quantenfeldtheorien durch naive Multiplikation von Distributionen verursacht wurde und fanden einen Weg, diese zu vermeiden durch Verwendung spezieller kausaler Distributionen. Ursprünglich behandelten sie nur den Fall skalarer Teilchen, die Methode ist aber später auf höheren Spin und Eichtheorien erweitert worden.

## Schriften
- mit Epstein The role of locality in perturbation theory, Annales Inst. Henri Poincaré, Band 19, 1973, 211–295
- mit Epstein Adiabatic limit in perturbation theory, in G. Velo, Arthur Wightman Renormalization Theory, Reidel 1976
- On the equivalence of the euclidean and Wightman formulation of field theory, Comm. Math. Phys., Band 37, 1974, S. 257
- mit Bros, Epstein On the connection between analyticity and Lorentz covariance of Wightman functions, Comm. Math. Phys., Band 6, 1967, S. 77–100, Online
- mit Bros, Epstein Some rigorous analyticity properties of the four-point function in momentum space, Nuovo Cimento, Band 31, 1964, S. 1265–1302.